# The Suburban (film 1915)
The Suburban è un film muto del 1915 diretto da George Lessey.

## Trama
Donald Gordon, destinato da suo padre a sposare la sorella di sir Ralph Fisher, sposa invece in segreto Alice, la sua innamorata, una ragazza di classe sociale inferiore. Quando il padre lo scopre, disereda Donald. Lui, prima di andarsene da casa, prende dalla cassaforte le azioni che gli ha lasciato la madre. Sir Ralph, vedendo la cassaforte aperta, ne approfitta per rubare il denaro che vi trova ma viene sorpreso dal maggiordomo che gli fa firmare una confessione con cui ricattarlo.
Intanto Donald, che si è trasferito in un'altra città, viene a sapere che il padre ha iscritto alla prestigiosa gara Suburban il loro purosangue, scommettendo una grossa somma sul cavallo. Preoccupato, Donald torna a casa e scopre che sir Ralph, oberato dai debiti di gioco, è in combutta con il fantino per far perdere il cavallo. Il fantino viene sostituito, la gara è vinta. Il maggiordomo viene trovato morto, ucciso da sir Ralph. Quando quest'ultimo confessa, il vecchio Gordon si riconcilia con il figlio.

## Produzione
Il film fu prodotto dall'Independent Moving Pictures Co. of America (IMP).

## Distribuzione
Distribuito dall'Universal Film Manufacturing Company, il film uscì nelle sale cinematografiche USA il 17 settembre 1915.